# Lời thì thầm của những bóng ma
Lời thì thầm của những bóng ma (tên gốc tiếng Anh: Ghost Whisperer) là một bộ phim truyền hình Mỹ, được nhà đài CBS sản xuất chiếu từ ngày 23/09/2005 - 21/05/2010.
Bộ phim nói về: Có một đám cưới đẹp như mơ, cô dâu Melinda Gordon hào hứng bắt đầu một cuộc sống mới! Mọi thứ sẽ diễn ra êm đềm nếu như cô chủ cửa hàng đồ cổ thông minh không vô tình sở hữu một khả năng siêu nhiên: Melinda có thể trò chuyện với các hồn ma - những linh hồn oan khuất chưa thể siêu thoát! Khả năng này được phát hiện một cách tình cờ khi Melinda còn nhỏ và được mẹ cho tới tham dự tang lễ của một người thân. Đang đứng, cô chợt nghe thấy những lời thì thầm, nhắn nhủ từ phía những người đã khuất.
Tò mò và ngỡ ngàng khôn tả, Melinda lặng lẽ tiến gần về phía gia chủ và thì thầm... Ấn tượng từ ngày còn nhỏ cùng những hàng loạt tình huống bất thường khiến Melinda vô cùng hoảng sợ: chợt tỉnh giấc lúc nửa đêm, những tiếng động lạ, những bóng người chập chờn, lúc ẩn lúc hiện... Đó chính là những bóng ma liều lĩnh đến tuyệt vọng luôn săn đuổi Melinda - người được gửi gắm sứ mệnh tháo gỡ nút thắt trong vô vàn uẩn khúc. Băn khoăn không hiểu nguyên nhân vì sao nhưng Melinda vẫn tìm đến thân nhân của những linh hồn đáng thương để tìm hiểu, thuyết phục họ tin vào câu chuyện của mình…
Con người với những khả năng đặc biệt là đề tài không mới trong các phim truyền hình Mỹ nhưng để kết hợp những tình tiết kinh dị và tính nhân văn cho hấp dẫn thì không phải bộ phim nào cũng thành công. Sức lôi cuốn của Lời thì thầm của những bóng ma chính là mối quan hệ ấm áp, đầy tình người giữa Melinda với oan hồn còn vướng nợ với trần gian. Những tình huống "dở khóc dở cười" khi Melinda đi đến từng thân chủ của những người bạn "ma" để thuyết phục họ tin vào câu chuyện "không tưởng" của mình cũng là điểm hấp dẫn của bộ phim.

## Nội dung
Melinda Gordon là một phụ nữ trẻ sống ở thị trấn nhỏ Grandview, New York, người có khả năng nhìn thấy và giao tiếp với người chết - những oan hồn. Melinda sống với chồng, Jim Clancy (David Conrad), và con trai của mình, Aiden Lucas (Connor Gibbs). Cô sở hữu một cửa hàng đồ cổ tên là "Same As It Never Was Antiques". Những linh hồn oan khuất tìm sự giúp đỡ của Melinda trong việc gửi tin nhắn hoặc những việc làm chưa xong khi còn sống đến một ai đó hoặc người thân trong gia đình, và sau đó Melinda giúp họ đi vào Ánh sáng (hoặc còn được gọi là Ánh hào quang). Những linh hồn oan khuất với những việc chưa xong sau khi chết, và Melinda ở đây để giúp họ cảm thấy yên bình.
Bộ phim có sự góp mặt của Aisha Tyler trong vai Andrea Marino, người bạn thân nhất của Melinda và cùng điều hành cửa hàng đồ cổ với cô ấy. Andrea là bi kịch khi là nạn nhân trong vụ tai nạn máy bay ở cuối mùa 1. Trong mùa thứ hai, Melinda gặp Delia Banks (Camryn Manheim), một doanh nhân bất động sản đang gặp khó khăn trở thành bạn Melinda và người cuối cùng đã đồng ý mở các cửa hàng đồ cổ chung với cô ấy. Delia bị sốc khi tìm hiểu về khả năng của Melinda, trong thực tế, lúc đầu cô tuyên bố Melinda cần sự giúp đỡ về tâm lý. Delia cuối cùng chấp nhận món quà của Melinda, mặc dù cô vẫn còn hoài nghi. Delia có cậu con trai tên là Ned Banks (Tyler Patrick Jones mùa 2-3, Christoph Sanders sau đó), người phát hiện ra món quà của Melinda từ lâu trước khi mẹ cậu biết về món quà ấy.
Melinda cũng trở thành bạn Rick Payne (Jay Mohr), một giáo sư tại Đại học Rockland. Ông giúp Melinda giải quyết những xung đột của những hồn ma trong suốt mùa thứ hai và thứ ba. Ông trở thành khách mời trong buổi ra mắt mùa thứ tư cho một chuyến thám hiểm ở dãy Himalaya.

## Sản xuất
Ghost Whisperer được đồng làm việc bởi James Van Praagh, đồng thời một phần nhờ Mary Ann Winkowski. Sự phát triển của bộ phim quay trở lại trước 2 năm ra mắt.
Ghost Whisperer được hãng Sander/Moses Productions sản xuất với sự kết hợp của hãng CBS Television Studios và hãng CBS Paramount Network Television (ở mùa 1 và 2).